# Adalbero III. von Luxemburg
Adalbero von Luxemburg (* ca. 1010; † 13. November 1072) war als Adalbero III. Bischof von Metz.
Seine Eltern waren der Graf Friedrich I. vom Moselgau und dessen Ehefrau Irmtrud von der Wetterau (auch: Ermentrude), Tochter des Grafen Heribert. Sein Bruder war der Grafen Giselbert von Luxemburg.
Adalbero bestieg den Metzer Bischofsstuhl nach seinem Onkel Dietrich († 30. April 1046), ausgezeichnet durch Frömmigkeit und Bildung, durch Klugheit in der Leitung seines Stiftes und durch politischen Einfluss. Er war der Lehrer des Bischofs Bruno von Toul, der als Leo IX. den päpstlichen Stuhl bestieg. Der von Heinrich III. gehaltenen Wormser Versammlung, auf der Leos Wahl stattfand, wohnte er bei; ebenso dem römischen Konzil von 1050, auf welchem Bischof Gerhard von Toul kanonisiert wurde. König Heinrich IV. verlieh ihm die Grafschaft Saarbrücken.
Bischof Adalbero III. konstatiert in einer Urkunde von 1070, dass er im rheinhessischen Hochborn eine Kirche zu Ehren des hl. Erlösers erbaut habe. 1230 fielen die Metzer Besitzrechte in Hochborn an das Wormser Domstift.